# Strelníky
Strelníky es un municipio del distrito de Banská Bystrica en la región de Banská Bystrica, Eslovaquia, con una población estimada a final del año 2024 de 740 habitantes.
Se encuentra ubicado en la zona centro-norte de la región, cerca del río Hron —un afluente izquierdo del Danubio— y de la frontera con la región de Žilina.

## Demografía
| Año        | 1994 | 2004    | 2014    | 2024    |
| ---------- | ---- | ------- | ------- | ------- |
| Población  | 848  | 808     | 782     | 740     |
| Diferencia |      | −4,71 % | −3,21 % | −5,37 % |

| Año        | 2023 | 2024    |
| ---------- | ---- | ------- |
| Población  | 739  | 740     |
| Diferencia |      | +0,13 % |